# Iwona Sobotka
Iwona Sobotka (ur. 19 października 1981 w Mławie) – polska śpiewaczka operowa (sopran), zwyciężczyni Międzynarodowego Konkursu Muzycznego im. Królowej Elżbiety w Brukseli.

## Życiorys

### Wykształcenie
W roku 2005 ukończyła studia w Akademii Muzycznej im. Fryderyka Chopina w Warszawie. Kształciła się również pod kierunkiem artysty i pedagoga Toma Krausego w Escuela Superior de Música Reina Sofía w Madrycie (2004–2007).

### Nagrody i wyróżnienia
- 2004: Grand Prix i Pierwsza nagroda Międzynarodowego Konkursu Wokalnego im. Królowej Elżbiety w Brukseli[1]
- 2003: I nagroda East and West International Artists Audition w Nowym Jorku
- 2003: Grand Prix i nagrody specjalne Konkursu Wokalnego im. I.J. Paderewskiego w Bydgoszczy
- 2003: wyróżnienie na Międzynarodowym Konkursie Sztuki Wokalnej im. Ady Sari w Nowym Sączu[2]
- 2001: I nagroda Konkursu Wykonawstwa Polskiej Pieśni Artystycznej w Warszawie

### Kariera muzyczna
Występowała w wielu krajach Europy oraz w Azji i obu Amerykach w tak prestiżowych miejscach jak Filharmonia Berlińska, Musikverein w Wiedniu, Carnegie Hall w Nowym Jorku, Salle Pleyel w Paryżu, Royal Albert Hall i Barbican Centre w Londynie, Elbphilharmonie w Hamburgu, Wigmore Hall w Londynie, Palais des Beaux-Arts w Brukseli, Auditorio Nacional w Madrycie, Palau de la Música Catalana w Barcelonie, Rudolfinum w Pradze, Sali Wielkiej Filharmonii Petersburskiej, National Memorial Hall w Tajpej czy Suntory Hall w Tokio.
Współpracowała z takimi orkiestrami jak: Berliner Philharmoniker, London Symphony Orchestra, Rundfunk-Sinfonieorchester Berlin, Deutsches Symphonie-Orchester Berlin, NDR Sinfonieorchester, Bayerischer Rundfunkorchester, Staatskapelle Weimar, Concerto Köln, Wiener Symphoniker, Wiener KammerOrchester, Royal Philharmonic Orchestra, Royal Liverpool Philharmonic Orchestra, City of Birmingham Symphony Orchestra, Orchestre Philharmonique du Luxembourg, La Monnaie Symphony Orchestra, Orchestre National d’Île de France, Orquestra Metropolitana de Lisboa, Real Orquesta Sinfónica de Sevilla, Orquesta Sinfónica de Tenerife, Trondheim Symfoniorkester, Franz Liszt Chamber Orchestra, Czech Philharmonic Orchestra, Brno Philharmonic Orchestra, Saint Petersburg Philharmonic Orchestra, Latvian National Orchestra, Izmir State Symphony Orchestra, Simfonični orkester RTV Slovenija, Sinfonia Varsovia, Narodowa Orkiestra Symfoniczna Polskiego Radia w Katowicach, Orkiestra Kameralna Polskiego Radia Amadeus, Sinfonieta Cracovia, Orkiestra Akademii Beethovenowskiej, Filharmonia Narodowa w Warszawie, Filharmonia Wrocławska, Filharmonia Łódzka, Filharmonia Śląska, Filharmonia Szczecińska, Filharmonia Podlaska w Białymstoku, Filharmonia Pomorska w Bydgoszczy, Filharmonia Gorzowska czy Filharmonia Krakowska.
Pracowała z wieloma dyrygentami: sir Colin Davis, sir Simon Rattle, Marco Armiliato, Andrzej Boreyko, Sylvain Cambreling, Jesús López Cobos, Gabriel Chmura, Theodor Currentzis, Oliver Díaz, Simon Halsey, Thomas Hengelbrock, Marek Janowski, Władimir Jurowski, Jacek Kaspszyk, Michał Klauza, Kazimierz Kord, Tadeusz Kozłowski, Yoel Levi, Alexander Liebreich, Aleksandar Marković, Jerzy Maksymiuk, Michał Nesterowicz, Victor Pablo Perez, Krzysztof Urbański, Antoni Wit, Michael Zilm czy Massimo Zanetti.
W roku 2004 ukazała się jej pierwsza solowa płyta wydana przez wytwórnię Channel Classics jako zbiór pieśni Karola Szymanowskiego wyróżniona przez Polską Akademię Fonograficzną nagrodą Fryderyk za najwybitniejsze nagranie muzyki polskiej. Następne płytowe rejestracje to kolejne albumy z pieśniami Szymanowskiego, nagrany dla wytwórni EMI Classics z udziałem City of Birmingham Symphony Orchestra pod dyrekcją Sir Simona Rattle´a który otrzymał pięć gwiazdek prestiżowego BBC Music Magazine, oraz wydane przez Polskie Radio Pieśni z orkiestrą nagrane z Narodową Orkiestrą Symfoniczną Polskiego Radia w Katowicach pod dyrekcją Kazimierza Korda. W maju 2010 roku artystka wzięła udział w cyklu koncertów „Szymanowski Focus”. Wraz z solistką zagrał skrzypek Henning Kraggerud i pianista Piotr Anderszewski, który był również kuratorem tych koncertów. Solistom towarzyszył Belcea Quartet, a w programie – obok utworów Szymanowskiego – znalazły się również kompozycje Bartóka i Janáčka. Koncerty odbyły się w Wigmore Hall w Londynie i Carnegie Hall w Nowym Jorku.
Od debiutu w Operze Narodowej w Paryżu, artystka występuje regularnie na scenach operowych całej Europy. Od tego czasu stworzyła między innymi role Violetty (La Traviata), Tatyany (Eugeniusz Onegin), Paminy (Czarodziejski Flet), Donny Anny (Don Giovanni), Julii (Romeo i Julia), Vespiny (L’infedeltà delusa) czy Micaëli (Carmen). W Polsce zadebiutowała w roku 2008 w Teatrze Wielkim Operze Narodowej w Warszawie jako Zuzia (Verbum Nobile), a także widzieć ją można było na deskach Teatru Wielkiego w Łodzi, Teatru Wielkiego im. S. Moniuszki w Poznaniu oraz Opery Podlaskiej. W 2010 roku wystąpiła na Festiwalu Schleswig Holstein Musik Festiwal gdzie wcieliła się w tytułową rolę Halki w operze Stanisława Moniuszki, a rok później powróciła tam jako Liu w (Turandot).
Wystąpiła również na innych festiwalach takich jak Festspiele Baden-Baden, Festspiele Mecklenburg-Vorpommern (na którym w 2007 otrzymała nagrodę publiczności), MDR Musiksommer, La Folle Journée de Nantes, Semana de Música Religiosa de Cuenca, Quincena Musical de San Sebastián, Festival Internacional de Arte Sacro de Madrid, Samobor Music Festival, Dubrovnik Summer Festival, International Platonov Arts Festival, Budapesti Tavaszi Fesztivál, Festiwal Chopin i jego Europa w Warszawie, Festiwal Ogrody Muzyczne w Warszawie, Wratislavia Cantans, Festiwal Muzyki Polskiej w Krakowie, Chopin w barwach jesieni w Antoninie, Festiwal Gorczyckiego, Bydgoski Festiwal Muzyczny, Festiwal im. Jana Kiepury w Krynicy-Zdroju.
Artystka współpracuje regularnie z Rundfunkchor Berlin, z którym wystąpiła kilkakrotnie w Filharmonii Berlińskiej, a także w ramach Międzynarodowego Festiwalu Muzyki i Tańca w Granadzie, występując z chórem oraz amerykańskim organistą Cameronem Carpenterem. Wśród innych wspólnych projektów znalazło się nagranie Deutsche Motette op. 62 Richarda Straussa dla Coviello Classics.
W maju 2016 roku artystka wzięła udział w tournée po Azji Filharmonią Belińską pod dyrekcją Sir Simona Rattle. W czerwcu 2016 uczestniczyła w projekcie „The Two Fiddlers”, opery dla dzieci autorstwa Petera Maxwell Daviesa wystawionej w wersji scenicznej w ramach projektu edukacyjnego Filharmonii Berlińskiej z udziałem Sir Simona Rattle, muzyków filharmonii, chóru oraz solistów transmitowanym i zarejestrowanym przez platformę Digital Concert Hall.

## Role Operowe
- Bizet Carmen jako Micaela
- Czajkowski Eugene Onegin jako Tatiana
- Donizetti L’elisir d’amore jako Adina
- Dvorak Rusalka w roli tytułowej
- Gounod Romeo et Juliette jako Juliette
- Gounad Faust jako Marguerite
- Leoncavallo I Pagliacci jako Nedda
- Mozart Le nozze di Figaro jako Contessa
- Mozart Don Giovanni jako Donna Anna
- Mozart Così fan tutte jako Fiordiligi
- Mozart La Clemenza di Tito jako Vitellia
- Mozart Die Zauberflöte jako Pamina
- Massenet Manon w roli tytułowej
- Massenet Thais w roli tytułowej
- Moniuszko Halka w roli tytułowej
- Puccini La Bohème jako Mimi
- Puccini Turandot jako Liu
- Szymanowski Król Roger jako Roxana
- Verdi Rigoletto jako Gilda
- Verdi La Traviata jako Violetta
- Verdi Simon Boccanegra jako Amelia
- Verdi Otello jako Desdemona

## Dyskografia
| Rok  | Tytuł                                           | Wytwórnia         | Wyróżnienia dla płyty |
| ---- | ----------------------------------------------- | ----------------- | --- |
| 2015 | Dariusz Przybylski SONGS AND PIANO WORKS        | DUX               | |
| 2015 | CHOPIN: Polish Songs                            | PlayClassics      | |
| 2013 | Richard Strauss: Chorwerke                      | Coviello Classics | |
| 2009 | Chopin: Songs                                   | Bearton           | |
| 2007 | Karol Szymanowski: Pieśni z orkiestrą           | Polskie Radio     | nominacja do Fryderyka 2009 w kategorii Album Roku Muzyka Symfoniczna i Koncertująca                                               |
| 2006 | Szymanowski: Songs, Harnasie/Sobotka, Rattle    | EMI Classics      | |
| 2004 | Szymanowski: Complete songs for Voice and piano | Channel Classics  | Fryderyk 2004 w kategorii Album Roku Najwybitniejsze Nagrania Muzyki Polskiej oraz nominacja w kategorii Album Roku Muzyka Wokalna |